# Jihyo
Dans ce nom coréen, le nom de famille, Park, précède le nom personnel.
Park Ji-hyo (coréen : 박지효), née Park Ji-soo (coréen : 박지수), également connue sous le mononyme Jihyo (coréen : 지효), est une chanteuse sud-coréenne née le 1er février 1997 à Guri en Corée du Sud.
Elle est surtout connue pour faire partie du girl group sud-coréen Twice, formé sous le label JYP Entertainment, dont elle est la leader et la chanteuse principale.

## Carrière
Lorsque Jihyo était en troisième année, elle a participé à un concours sur Junior Naver pour un rôle d’enfant. Après avoir remporté la deuxième place, elle a été repérée par JYP Entertainment. Elle a rejoint la société à l'âge de huit ou neuf ans et a passé dix ans en tant que stagiaire avant de faire ses débuts avec Twice en 2015.
À l'origine, Jihyo devait faire ses débuts dans un girl group nommé 6Mix avec Nayeon, Jeongyeon et Minyoung (Sixteen), mais le projet a été annulé. De ce fait au lieu de cela, elles ont toutes participé et réussi le concours de l'émission télévisée de survie musicale : Sixteen, qui avait pour objectif de choisir les membres du futur girl group de l'agence JYP Entertainment : TWICE.
Jihyo sort son premier extended play solo ZONE le 18 août 2023. L’album signera la meilleure première semaine pour une artiste solo féminine de K-pop en 2023, avec plus de 530 000 exemplaires de ZONE écoulés.

### Twice
Jihyo est la leader et la chanteuse principale du groupe. Elle est connue pour sa voix puissante, ses compétences en danse et son charisme. Sa position de leader a été choisie secrètement par les membres du groupe et non pas par JYP eux-mêmes.

## Vie privée
Le 5 août 2019, les agences de Park Jihyo et de Kang Daniel, un ancien membre du groupe Wanna One, ont confirmé qu'ils sortaient ensemble depuis le début de l'année. Après l'annonce de la nouvelle, Jihyo et Daniel ont dominé la liste des tendances de Twitter dans le monde pendant deux jours. Ils ont été décrits par les médias coréens comme un nouveau « couple de puissance » de la K-Pop. Ils se voient plus d'une fois par semaine chez lui. Malgré les messages de haine, ils ont aussi reçu beaucoup de messages positifs à leur égard. Cependant, le 10 novembre 2020, Dispatch a annoncé leur rupture officiellement, à cause de leurs projets musicaux qu’ils voulaient tous deux faire passer en priorité.

## Discographie

### Mini-album (EP)
| Titre | Détails | Classements | Classements | Classements | Classements | Classements | Ventes                                                                |
| Titre | Détails | COR         | JAP         | ALL         | FRA         | USA         | Ventes                                                                |
| ----- | --- | ----------- | ----------- | ----------- | ----------- | ----------- | --------------------------------------------------------------------- |
| Zone  | - Date de sortie : 18 août 2023 - Labels : JYP Entertainment, Republic Records - Formats : CD, téléchargement numérique, streaming | 1           | 13          | 45          | 41          | 14          | - COR : plus de 589 000 - USA : plus de 47 000 - JAP : plus de 14 000 |

### Singles
| Année                                                            | Titre                       | Classements | Classements | Classements | Album                      |
| Année                                                            | Titre                       | COR         | USA World   | MON         | Album                      |
| ---------------------------------------------------------------- | --------------------------- | ----------- | ----------- | ----------- | -------------------------- |
| 2023                                                             | Killin' Me Good             | 148         | 7           | 193         | Zone                       |
| Bandes originales                                                |                             |             |             |             |                            |
| 2022                                                             | Stardust love song          | 103         | 14          | —           | Twenty-Five Twenty-One OST |
| 2022                                                             | I Fly                       | —           | —           | —           | Today's Webtoon OST        |
| 2022                                                             | A Strange Day (이상한 하루) | —           | —           | —           | Summer Strike OST          |
| "—" signifie que le titre ne s'est pas classé dans cette région. |                             |             |             |             |                            |

### Crédits musicaux
| Année | Titre               | Artiste | Album                   | Paroles | Paroles                   | Musique | Musique                                          |
| Année | Titre               | Artiste | Album                   | Crédit  | Autre(s) crédit(s)        | Crédit  | Autre(s) crédit(s)                               |
| ----- | ------------------- | ------- | ----------------------- | ------- | ------------------------- | ------- | ------------------------------------------------ |
| 2017  | Eye Eye Eyes        | Twice   | Signal                  | ✔️      | Chaeyoung                 | ❌      |                                                  |
| 2017  | 24/7                | Twice   | Twicetagram             | ✔️      | Nayeon                    | ❌      |                                                  |
| 2018  | HO!                 | Twice   | What Is Love?           | ✔️      | Aucun(s)                  | ❌      |                                                  |
| 2018  | Sunset              | Twice   | Yes or Yes              | ✔️      | Aucun(s)                  | ❌      |                                                  |
| 2019  | Girls Like Us       | Twice   | Fancy You               | ✔️      | Aucun(s)                  | ❌      |                                                  |
| 2019  | Get Loud            | Twice   | Feel Special            | ✔️      | JQ                        | ❌      |                                                  |
| 2019  | 21:29               | Twice   | Feel Special            | ✔️      | Twice                     | ❌      |                                                  |
| 2020  | Up No More          | Twice   | Eyes Wide Open          | ✔️      | Aucun(s)                  | ❌      |                                                  |
| 2021  | First Time          | Twice   | Taste of Love           | ✔️      | Aucun(s)                  | ❌      |                                                  |
| 2021  | Real You            | Twice   | Formula of Love: O+T=<3 | ✔️      | Aucun(s)                  | ❌      |                                                  |
| 2021  | Cactus (선인장)     | Twice   | Formula of Love: O+T=<3 | ✔️      | Aucun(s)                  | ✔️      | Hui Chang (Coke paris)                           |
| 2022  | Celebrate           | Twice   | Celebrate               | ✔️      | J. Y. Park, Twice, Co-sho | ❌      |                                                  |
| 2022  | Trouble             | Twice   | Between 1&2             | ✔️      | Aucun(s)                  | ✔️      | earattack, chAN's, Justin Reinstein, JJean, Darm |
| 2023  | Talkin' About It    | Jihyo   | Zone                    | ❌      |                           | ✔️      | 24kGoldn, earattack, Melanie Fontana, Lindgren   |
| 2023  | Closer              | Jihyo   | Zone                    | ✔️      | Aucun(s)                  | ❌      |                                                  |
| 2023  | Wishing On You      | Jihyo   | Zone                    | ✔️      | Young                     | ❌      |                                                  |
| 2023  | Don't Wanna Go Back | Jihyo   | Zone                    | ✔️      | Heize                     | ✔️      | Heize, earattack, Nikki Flores, Lee Woo-hyun     |
| 2023  | Room                | Jihyo   | Zone                    | ✔️      | Aucun(s)                  | ✔️      | earattack                                        |
| 2023  | Nightmare           | Jihyo   | Zone                    | ✔️      | Aucun(s)                  | ✔️      | earattack, Lee Woo-hyun                          |